# Victor G. Vecki von Gyurkovechky
Victor G. Vecki von Gyurkovechky (1857-1938) est un médecin et chirurgien autrichien connu pour les ouvrages qu'il a rédigés sur les dysfonctionnements de la fonction sexuelle.
Son ouvrage le plus important est la Pathologie et thérapie de l'impuissance masculine (1897) qui faisait partie de la bibliothèque de Freud.